# Menelau din Alexandria

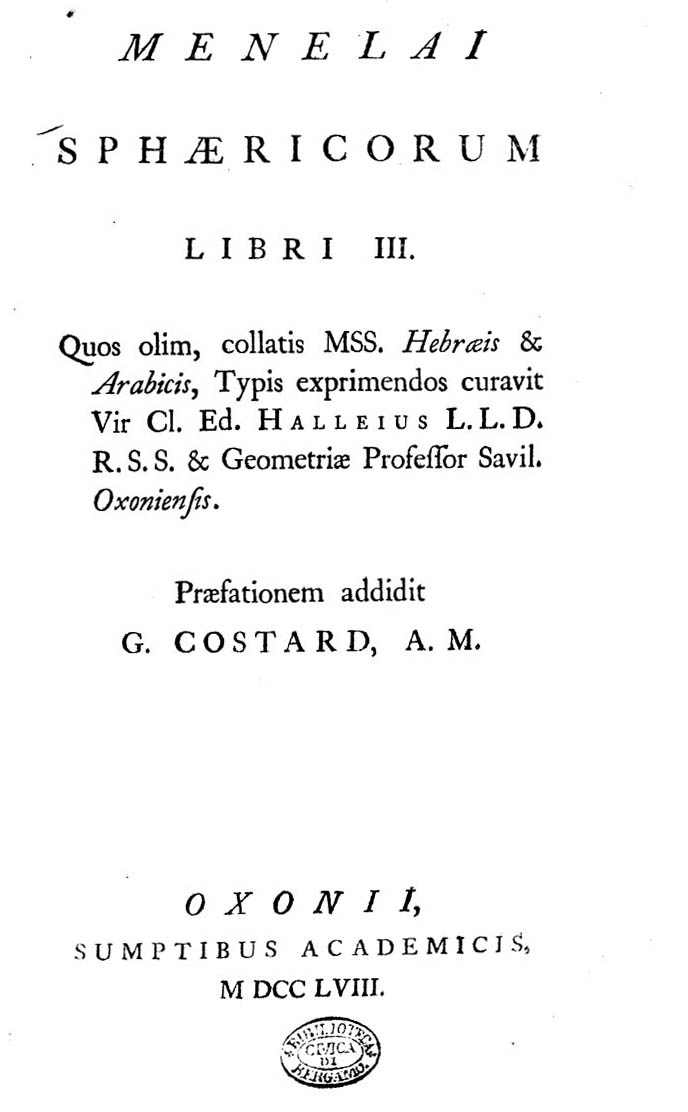
Sphaericorum libri tres

Menelau din Alexandria (c. 70 - 140 d.Hr.) a fost un matematician și astronom grec, căruia i se atribuie rezultate valoroase în domeniul geometriei, printre care teorema care îi poartă numele (teorema lui Menelaus), precum și descrierea conceptului de geodezică.
1. 1 2  Menelaus Alexandrinus, AlKindi, accesat în 19 aprilie 2021